# Jovan Uroš

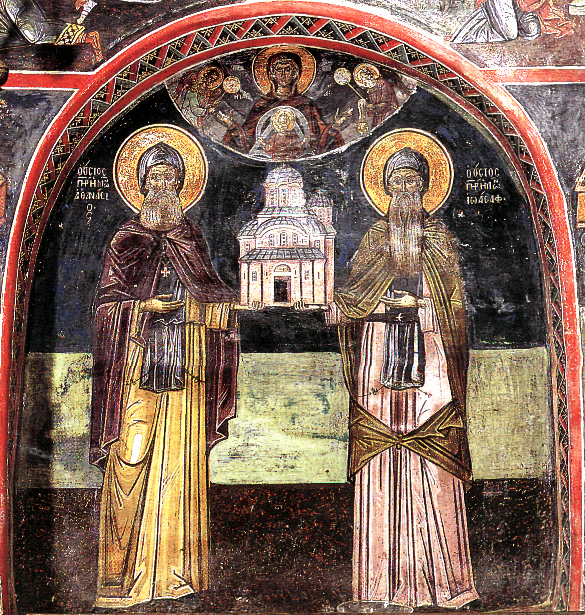
Jovan Uroš auf einem Fresko im Metéora-Klöster

Jovan Uroš Nemanjić oder Ioannes Oureses Doukas Palaiologos (gr. Ιωάννης Ούρεσης Δούκας Παλαιολόγος) (* um 1349;†  1423 nach 24. Februar) war der Sohn von Simeon Uroš Palaiologos und dessen Frau Thomais Komnene Angelina Orsini, eine Tochter von Johannes II. Dukas Komnenos Angelos Orsini Herr von  Epirus und seiner Gemahlin Anna Komnene Palaiologina Angelina von Epirus und Herrscher von Thessalien von 1371 bis etwa 1381.
Er folgte seinem Vater Simeon als Kaiser der Serben und Griechen in Thessalien, zeigte aber kein allzu großes Interesse an der weltlichen Herrschaft. Schon früh entwickelte er eine Zuneigung zu den Meteora-Klöstern, von denen einige unter der Herrschaft seines Vaters entstanden und die auch er finanziell unterstützte. 1381 wurde er unter dem Namen Josaphat Mönch und übergab die Herrschaft an seinen Verwalter Alexios Angelos Philanthropenos, der die Suzeränität von Byzanz anerkannte. Diesem wiederum folgte dessen Sohn Manuel Angelos Philanthropenos, der Thessalien 1394 an die Osmanen verlor. Eine letzte christliche Herrschaft in Thessalien soll in Farsala bestanden haben, unter Stefan Uroš, der seinen älteren Bruder Jovan einige Jahre überlebt haben soll. Jovan, nun als Mönch Josaphat, half seiner Schwester Maria in Epirus nach der Ermordung ihres Mannes Thomas Preljubović. In den 1390ern lebte Jovan auf dem Mönchsberg Athos. 1401 kehrte er zu den Meteora-Klöstern zurück, wo er um 1422 oder 1423 verstarb.